# فناوری تمام-سوراخ

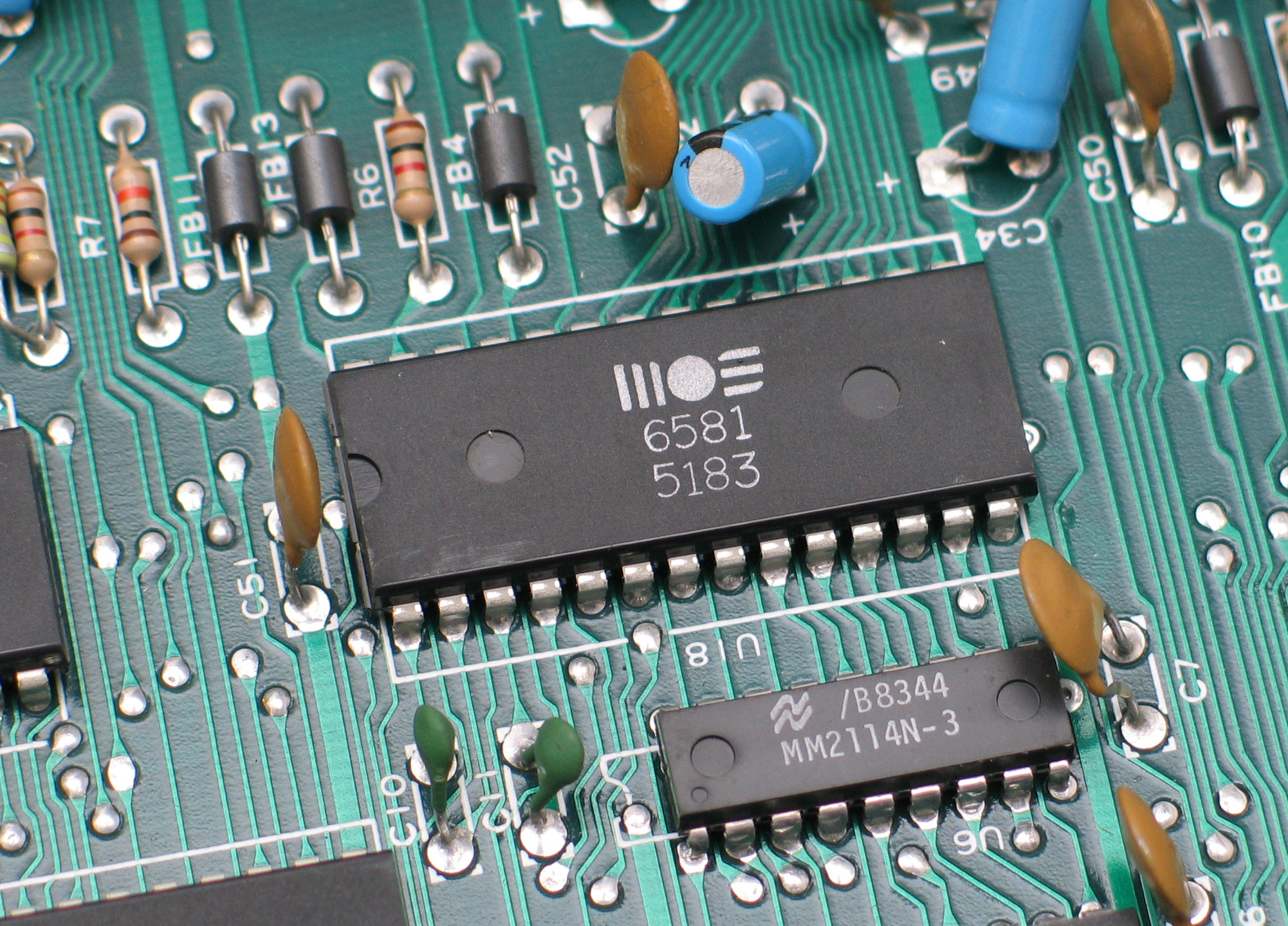
قطعات ازمیان‌سوراخ که بر روی یک بورد مداری رایانه خانگی در اواسط دهه ۱۹۸۰ نصب شده است. افزاره‌های پایه-محوری در گوشه بالا سمت چپ و خازن‌های پایه-شعاعی در گوشه بالا سمت راست دیده می‌شوند.

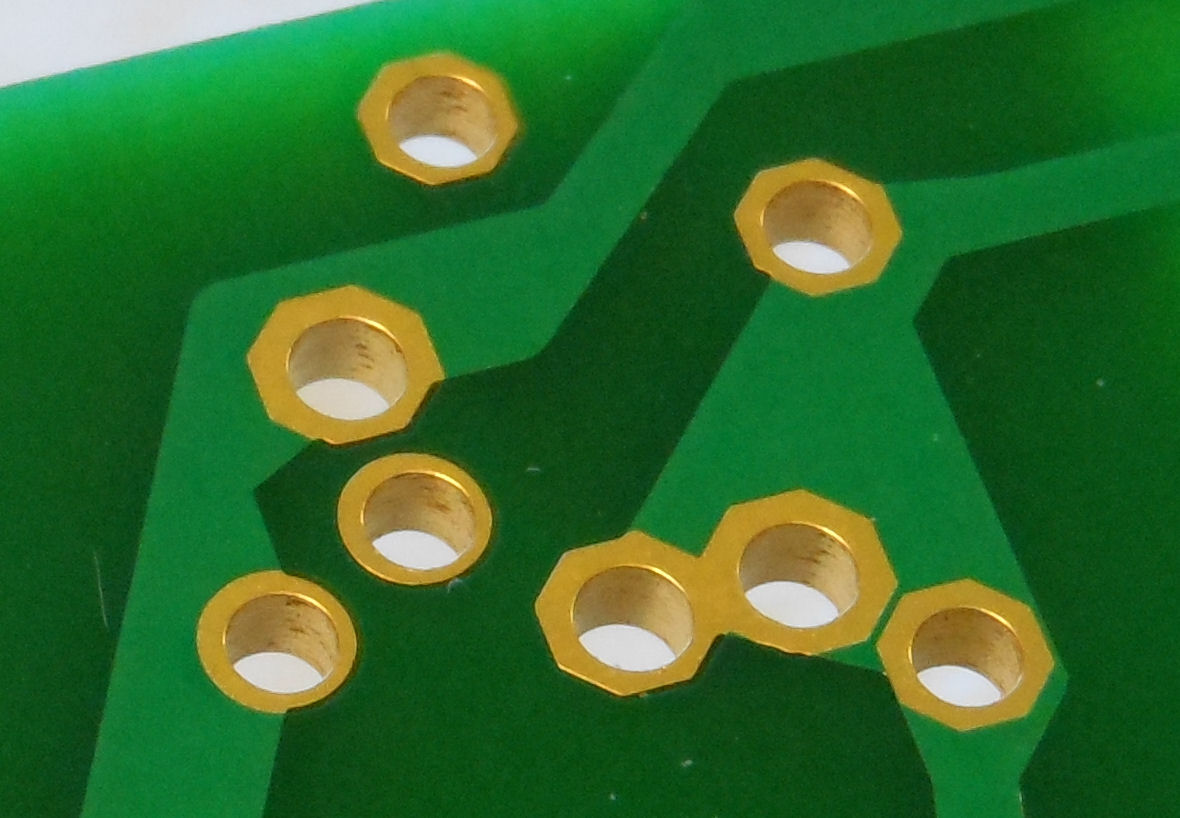
نمای نزدیک از یک بورد الکترونیکی مدار که سوراخ‌های پایه (لید) اجزا را نشان می‌دهد. قطر سوراخ‌ها در حدود ۱ میلیمتر است.

فناوری تمام-سوراخ (به انگلیسی: Through-hole technology) یا فناوری ازمیان‌سوراخ به روش نصب قطعات الکترونیکی که شامل عبور پایه قطعات از درون سوراخ‌های ایجاد شده بر روی برد مدار چاپی است، گفته می‌شود و اتصال قطعات توسط لحیم در زیر بورد است.

## پیشینه
فناوری از طریق سوراخ تقریباً به‌طور کامل جایگزین تکنیک‌های مونتاژ الکترونیکی قبلی مانند ساخت نقطه به نقطه شد. از نسل دوم رایانه‌ها در دهه ۱۹۵۰ تا زمانی که فناوری نصب‌سطحی (SMT) در اواسط دهه ۱۹۸۰ رایج شد، هر قطعه روی PCB معمولی یک قطعه تمام‌سوراخ بود. PCBها در ابتدا دارای شیارهایی بودند که فقط در یک طرف چاپ می‌شد، بعداً در هر دو طرف، سپس بوردهای چندلایه مورد استفاده قرار گرفتند. تمام‌سوراخ‌ها به سوراخ‌های ازمیان‌اَندودشده (PTH) تبدیل شدند تا اجزا با لایه‌های رسانا مورد نیاز تماس برقرار کنند. سوراخ‌های ازمیان‌اندودشده دیگر برای ساخت اتصالات اجزاء با بوردهای SMT مورد نیاز نیستند، اما همچنان برای ایجاد اتصالات بین لایه‌ها استفاده می‌شوند و در این نقش معمولاً میان‌راه نامیده می‌شوند.

## پایه‌ها

### پایه‌های محوری و شعاعی
اجزای دارای سَرهای سیمی معمولاً در بورد تمام‌سوراخ استفاده می‌شوند. پایه‌های محوری از هر انتهای یک قطعه شکل‌جعبه ای که به‌طور معمول استوانه‌ای یا کشیده است، در محور تقارن هندسی بیرون می‌روند. قطعات محوری از نظر شکل شبیه جامپرهای سیمی هستند و می‌توانند برای طی مسافت‌های کوتاه روی بورد یا حتی بدون پشتیبانی از یک فضای باز در سیم‌کشی نقطه‌به‌نقطه استفاده شوند. قطعات محوری زیاد از سطح بورد بیرون نمی‌زنند و هنگامی که در حالت دراز کشیده یا موازی با بورد قرار می‌گیرند، یک پیکربندی کم‌نما یا صاف ایجاد می‌کنند.

### افزاره با چندین پایه
برای قطعات الکترونیکی با دو یا چند پایه، به عنوان مثال، دیودها، ترانزیستورها، آی‌سی‌ها یا بسته‌های مقاومتی، محدوده‌ای از بسته‌های نیم‌رسانا با اندازه استاندارد، مستقیماً روی PCB یا از طریق یک سوکت استفاده می‌شود.

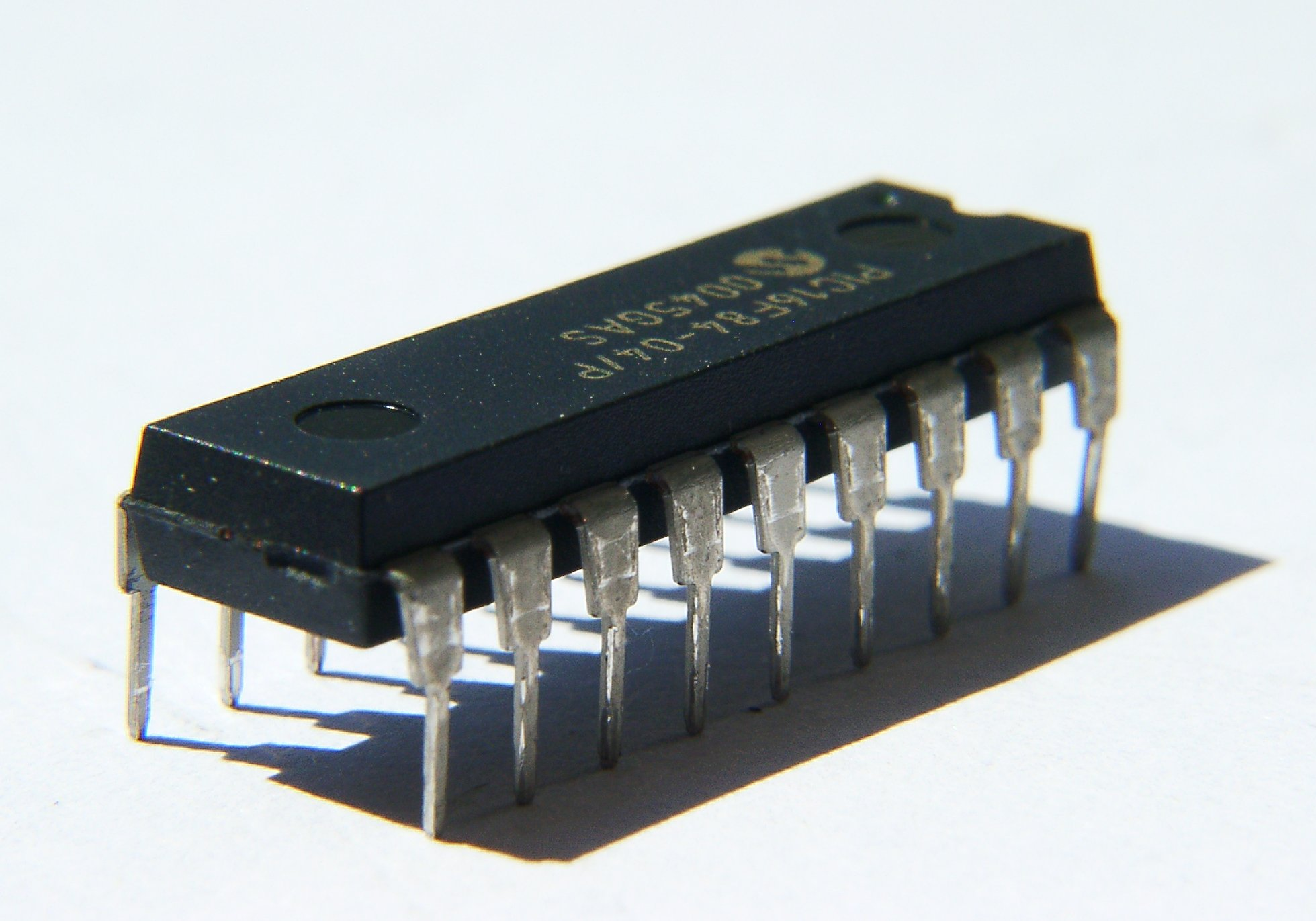
اجزایی مانند مدارهای مجتمع می‌توانند بیش از ده‌ها پایه یا پین داشته باشند

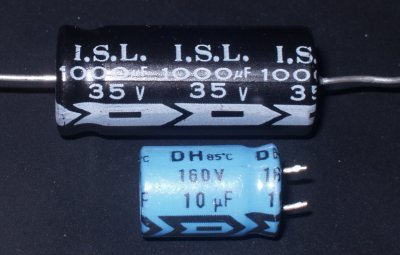
خازن‌های الکترولیتی محوری (بالا) و شعاعی (پایین).